# محمد شیرخدایی
محمد شیرخدایی (زاده ۱ فروردین ۱۳۰۵ تهران)، نوازنده، ترانه‌سرا و آهنگ‌ساز ایرانی است. او مدت‌ها در رادیو گل‌ها فعالیت می‌کرد و در برنامهٔ «گل‌های جاویدان» قره‌نی می‌نواخت. قطعهٔ مثنوی مخالف سه گاه او تیتراژ آغازین این برنامه بود. او مدتی در ارکستر انجمن ملی موسیقی ایران قره‌نی نواخت و چند سال در سمت کارشناس هنرستان‌های شبانه روزی استان‌های کرمان، سیستان و بلوچستان و مازندران فعالیت کرد.

## آلبوم‌ها
- تکنوازی قره‌نی (۱۳۷۷)